# Günther von Hertzberg
Günther Paul August von Hertzberg (* 22. Januar 1855 in Berlin; † 11. Januar 1937 ebenda) war preußischer Landrat und Polizeipräsident.

## Leben
Hertzberg war der Sohn des Oberstleutnants Hermann von Hertzberg (1815–1896), der in Wernigerode starb, und der Auguste Gumtau (1827–1892). Er studierte an der Universität Heidelberg und schloss sich dort 1875 dem Corps Saxo-Borussia an.
1887 erhielt er zunächst kommissarisch das Landratsamt im Kreis Bleckede übertragen. 1890 heiratete Günther von Hertzberg auf dem Gut Hohenfinow nördlich von Berlin die Tochter des dortigen Gutsbesitzers, Elfriede von Bethmann-Hollweg-Hohenfinow. Das Ehepaar hatte die Töchter Ehrengard und Freda, und die Söhne Hans Jürgen, Klaus (1899–1899) und Gerd.
Auch 1890 übernahm er als Nachfolger von Rudolph Elvers das Amt des Landrates im preußischen Kreis Wernigerode. Das Amt trat er ein Jahr später in Wernigerode an und übte es bis 1902 aus. Von 1903 bis 1907 war er als Landrat des Kreises Wiesbaden tätig. Anschließend wurde er Polizeipräsident in Berlin-Charlottenburg. In dieser Funktion ließ er sich vom fürstlichen Baumeister Paul Kilburger 1914 eine repräsentative Villa im Wintersportort Schierke errichten. 1921 ging er in Rente.
Bereits 1889 trat er als Ehrenritter dem Johanniterorden bei und wurde 1896 Rechtsritter, gemeinsam mit Ferdinand von Zeppelin und weiteren Honerationen der Kongregation.
Günther von Hertzberg starb, elf Tage vor seinem 82. Geburtstag, am 11. Januar 1937 in Berlin. Beigesetzt wurde er auf dem Kaiser-Wilhelm-Gedächtnis-Friedhof in Westend. Das Grab ist nicht erhalten.